# 南海殿遗址
南海殿遗址，位于中国青海省贵德县河阴镇西家咀村，为第四批青海省文物保护单位，公布日期为1986年5月27日，类型为古遗址。
南海殿遗址的历史年代为卡约文化。